# Van een boer en drie studenten
Van een boer en drie studenten is een volksverhaal uit Nederland.

## Het verhaal
Een boerin stuurt haar man met een koe op pad om deze te verkopen, de koe moet honderd gulden opbrengen. Drie studenten zien de man en wachten hem op. De eerste student vraagt wat de man voor de ezel moet hebben en de boer zegt dat het een koe is. Hij loopt door en komt de tweede student tegen die ook vraagt wat de ezel opbrengen moet. De boer loopt door en ook de derde student vraagt wat de ezel opbrengen moet. De boer denkt nu dat het toch een ezel is en hij vraagt vijftig gulden voor het dier. De studenten kopen het dier en de boerin hoort dat het een ezel was. De boerin zegt dat haar man zelf een ezel is en wil dat hij wraak gaat nemen. De boer moet naar drie kasteleins gaan en moet vooraf betalen voor het gelag van vier man. Hij moet de drie studenten uitnodigen en hen trakteren. De boerin zal een papieren hoedje maken en hij moet het hoedje omdraaien en tegen de kastelein zeggen dat er op deze manier betaald is.
De boer doet wat zijn vrouw heeft gezegd en neemt de studenten mee uit. De studenten willen het wonderlijke hoedje. Ze vragen wat de boer voor het hoedje wil hebben en hij zegt dat hij het hoedje niet missen kan. De studenten dringen aan en betalen honderd gulden. De studenten gaan naar een deftig hotel en eten de duurste spijzen. Als ze moeten betalen, zet een het hoedje op en draait deze om. De kastelein zegt dat er niet betaald is en de tweede student doet een poging, maar ook dit mislukt. De studenten scheuren het hoedje na een tijdje stuk en gaan naar de boer. De boerin laat haar man in bed stappen en hij moet doen alsof hij ziek is.
De studenten ranselen de boer af en stoppen hem in een zak om hem te verdrinken. De klok begint te luiden en de studenten moeten naar de les. Ze laten de zak bij de brug liggen en de boer hoort een schaapherder met zijn kudde. De boer roept dat hij burgemeester zal worden, maar geen a van b kan onderscheiden. De schaapherder wil ook wel burgemeester worden en ruilt met de plaats van de boer. Na de les zoeken de studenten de zak en gooien hem in het water. Even later zien ze de boer lopen met een kudde schapen. De boer legt uit dat er allemaal schapen op de bodem van de vaart lopen en hij heeft maar een klein deel meegenomen. De studenten springen in het water en de boer gaat met zijn schapen naar huis. De boerin vindt dat haar man nog nooit eerder zo schrander is geweest.

## Achtergronden
- Het verhaal is een bewerking van Nederlandse Volkssprookjes van T.W.R. Haan.
- De Friese variant komt uit Drachten en is gepubliceerd in It Heitelân (1953).
- Het verhaal bevat drie internationale motieven die te maken hebben met list en bedrog. Ze komen zowel in combinatie als afzonderlijk voor in heel Nederland.
  - De weddenschap dat schapen koeien zijn
  - de list met het hoedje dat betaalt
  - schapen op de bodem van de sloot
- Het is een episode uit De rijke en de arme boer.
- Vergelijk Het boerke, Jan en zijn vrouw en De raap.